# Third Watch – Einsatz am Limit/Episodenliste
Diese Episodenliste enthält alle Episoden der US-amerikanischen Fernsehserie Third Watch – Einsatz am Limit. Sie umfasst 6 Staffeln mit 132 Episoden. In Deutschland wurden bisher nur die erste bis dritte Staffel gesendet.

## Übersicht
| Staffel | Episodenanzahl | Deutschsprachige Erstausstrahlung | Deutschsprachige Erstausstrahlung | Erstausstrahlung USA | Erstausstrahlung USA |
| Staffel | Episodenanzahl | Staffelstart                      | Staffelfinale                     | Staffelstart         | Staffelfinale        |
| ------- | -------------- | --------------------------------- | --------------------------------- | -------------------- | -------------------- |
| 1       | 22             | 24. März 2003                     | 1. September 2003                 | 23. September 1999   | 22. Mai 2000         |
| 2       | 22             | 8. September 2003                 | 16. Februar 2004                  | 2. Oktober 2000      | 21. Mai 2001         |
| 3       | 22             | 23. Februar 2004                  | 26. Juli 2004                     | 15. Oktober 2001     | 13. Mai 2002         |
| 4       | 22             | —                                 | —                                 | 30. September 2002   | 28. April 2003       |
| 5       | 22             | —                                 | —                                 | 29. September 2003   | 7. Mai 2004          |
| 6       | 22             | —                                 | —                                 | 17. September 2004   | 6. Mai 2005          |

## Staffel 1
| Nr. (gesamt) | Nr. (Staffel) | Titel (Deutschland)         | Erstausstrahlung (Deutschland) | Originaltitel                    | Erstausstrahlung (USA) |
| ------------ | ------------- | --------------------------- | ------------------------------ | -------------------------------- | ---------------------- |
| 1            | 1             | Der erste Tag               | 24. März 2003                  | Welcome To Camelot               | 23. September 1999     |
| 2            | 2             | Bewährungsproben            | 31. März 2003                  | Anywhere But Here                | 26. September 1999     |
| 3            | 3             | Nasser Tod                  | 7. April 2003                  | Patterns                         | 3. Oktober 1999        |
| 4            | 4             | Tage wie dieser             | 14. April 2003                 | Hell Is What You Make Of It      | 10. Oktober 1999       |
| 5            | 5             | Bandenkrieg                 | 28. April 2003                 | Responsible Parties              | 31. Oktober 1999       |
| 6            | 6             | Gewissensbisse              | 5. Mai 2003                    | Sunny, Like Sunshine             | 7. November 1999       |
| 7            | 7             | Zwischen Leben und Tod      | 12. Mai 2003                   | Impulse                          | 14. November 1999      |
| 8            | 8             | Thanksgiving                | 19. Mai 2003                   | History Of The World             | 21. November 1999      |
| 9            | 9             | Schiefe Bahn                | 26. Mai 2003                   | Modern Designs For Better Living | 28. November 1999      |
| 10           | 10            | Verschüttet                 | 2. Juni 2003                   | Demolition Derby                 | 10. Januar 2000        |
| 11           | 11            | Wut und Trauer              | 16. Juni 2003                  | Alone In A Crowd                 | 17. Januar 2000        |
| 12           | 12            | Unter Null                  | 23. Juni 2003                  | Journey To The Himalayas         | 24. Januar 2000        |
| 13           | 13            | Bruderbande                 | 30. Juni 2003                  | This Band Of Brothers            | 7. Februar 2000        |
| 14           | 14            | Gebrochene Herzen           | 7. Juli 2003                   | 32 Bullets And A Broken Heart    | 14. Februar 2000       |
| 15           | 15            | Ein verhängnisvoller Irrtum | 14. Juli 2003                  | Officer Involved                 | 21. Februar 2000       |
| 16           | 16            | Wer Gewalt sät …            | 21. Juli 2003                  | Nature Or Nuture                 | 28. Februar 2000       |
| 17           | 17            | Bitterer Nachgeschmack      | 28. Juli 2003                  | Ohio                             | 20. März 2000          |
| 18           | 18            | Spiel des Lebens            | 4. August 2003                 | Men                              | 10. April 2000         |
| 19           | 19            | Vermisst!                   | 11. August 2003                | Spring Forward, Fall Back        | 17. April 2000         |
| 20           | 20            | Der Feuerteufel             | 18. August 2003                | A Thousands Points Of Light      | 24. April 2000         |
| 21           | 21            | In der Falle                | 25. August 2003                | Just Another Night At The Opera  | 15. Mai 2000           |
| 22           | 22            | Retter in der Not           | 1. September 2003              | Young Man And Fire               | 22. Mai 2000           |

## Staffel 2
| Nr. (gesamt) | Nr. (Staffel) | Titel (Deutschland)        | Erstausstrahlung (Deutschland) | Originaltitel                       | Erstausstrahlung (USA) |
| ------------ | ------------- | -------------------------- | ------------------------------ | ----------------------------------- | ---------------------- |
| 23           | 1             | Lebendig begraben          | 8. September 2003              | The Lost                            | 2. Oktober 2000        |
| 24           | 2             | Eine schwere Entscheidung  | 15. September 2003             | Faith                               | 9. Oktober 2000        |
| 25           | 3             | Treibjagd                  | 22. September 2003             | Four Days                           | 16. Oktober 2000       |
| 26           | 4             | Schatten der Vergangenheit | 29. September 2003             | Jimmy’s Mountain                    | 23. Oktober 2000       |
| 27           | 5             | Wiederbelebungsversuche    | 6. Oktober 2003                | Kim’s Hope Chest                    | 30. Oktober 2000       |
| 28           | 6             | Steinschlag                | 13. Oktober 2003               | The Tys That Bind                   | 6. November 2000       |
| 29           | 7             | Geisterstunde              | 20. Oktober 2003               | After Hours                         | 13. November 2000      |
| 30           | 8             | Im Teufelskreis            | 27. Oktober 2003               | Know Thyself                        | 27. November 2000      |
| 31           | 9             | Lichterloh                 | 3. November 2003               | Run Of The Mill                     | 4. Dezember 2000       |
| 32           | 10            | Jugendsünden               | 10. November 2003              | History                             | 18. Dezember 2000      |
| 33           | 11            | Der Heckenschütze          | 17. November 2003              | A Hero’s Rest                       | 19. Januar 2001        |
| 34           | 12            | Schlagabtausch             | 24. November 2003              | True Love                           | 22. Januar 2001        |
| 35           | 13            | Unter Verdacht             | 1. Dezember 2003               | Duty                                | 29. Januar 2001        |
| 36           | 14            | Gefangen im Dunkeln        | 8. Dezember 2003               | A Rock And A Hard Place             | 5. Februar 2001        |
| 37           | 15            | Schattenboxen              | 15. Dezember 2003              | Requiem For A Bantamweight          | 12. Februar 2001       |
| 38           | 16            | Ausgezählt                 | 22. Dezember 2003              | Unfinished Business                 | 26. Februar 2001       |
| 39           | 17            | Gefühlssache               | 12. Januar 2004                | The Self-importance Of Being Carlos | 19. März 2001          |
| 40           | 18            | Flammengrab                | 19. Januar 2004                | Honor                               | 16. April 2001         |
| 41           | 19            | Überdosis                  | 26. Januar 2004                | Walking Wounded                     | 23. April 2001         |
| 42           | 20            | Traumjob mit Hindernissen  | 2. Februar 2004                | Man Enough                          | 30. April 2001         |
| 43           | 21            | Nahaufnahme                | 9. Februar 2004                | Exposing Faith                      | 14. Mai 2001           |
| 44           | 22            | Amok                       | 16. Februar 2004               | … and Zeus Wept                     | 21. Mai 2001           |

## Staffel 3
| Nr. (gesamt) | Nr. (Staffel) | Titel (Deutschland)     | Erstausstrahlung (Deutschland) | Originaltitel                     | Erstausstrahlung (USA) |
| ------------ | ------------- | ----------------------- | ------------------------------ | --------------------------------- | ---------------------- |
| 45           | 1             | —                       | —                              | In Their Own Words                | 15. Oktober 2001       |
| 46           | 2             | Die Nacht davor         | 23. Februar 2004               | September Tenth                   | 22. Oktober 2001       |
| 47           | 3             | Ausnahmezustand         | 1. März 2004                   | After Time                        | 29. Oktober 2001       |
| 48           | 4             | Herz auf Abwegen        | 8. März 2004                   | The Relay                         | 12. November 2001      |
| 49           | 5             | Die Auszeichnung        | 15. März 2004                  | Adam 55–3                         | 19. November 2001      |
| 50           | 6             | Aussage gegen Aussage   | 22. März 2004                  | He Said, She Said                 | 26. November 2001      |
| 51           | 7             | Am Abgrund              | 29. März 2004                  | Childhood Memories                | 3. Dezember 2001       |
| 52           | 8             | Chaos                   | 5. April 2004                  | Act Brave                         | 10. Dezember 2001      |
| 53           | 9             | Vorsicht Kamera!        | 19. April 2004                 | Sex, Lies And Videotape           | 7. Januar 2002         |
| 54           | 10            | Schlafende Hunde        | 26. April 2004                 | Transformed                       | 14. Januar 2002        |
| 55           | 11            | Rutschpartie            | 3. Mai 2004                    | Old Dogs, New Tricks              | 21. Januar 2002        |
| 56           | 12            | Der Scharfschütze       | 10. Mai 2004                   | The Long Guns                     | 28. Januar 2002        |
| 57           | 13            | Kaltfront               | 17. Mai 2004                   | Cold Front                        | 4. Februar 2002        |
| 58           | 14            | Russisches Roulette (1) | 24. Mai 2004                   | Superheroes (1)                   | 25. Februar 2002       |
| 59           | 15            | Russisches Roulette (2) | 7. Juni 2004                   | Superheroes (2)                   | 4. März 2002           |
| 60           | 16            | Vater wider Willen      | 14. Juni 2004                  | Thicker Than Water                | 1. April 2002          |
| 61           | 17            | Panik                   | 21. Juni 2004                  | Falling                           | 8. April 2002          |
| 62           | 18            | Offene Wunden           | 28. Juni 2004                  | The Unforgiven                    | 15. April 2002         |
| 63           | 19            | In der Klemme           | 5. Juli 2004                   | The Greater Good                  | 22. April 2002         |
| 64           | 20            | Vermisst                | 12. Juli 2004                  | Unleashed                         | 29. April 2002         |
| 65           | 21            | Traurige Gewissheit     | 19. Juli 2004                  | Two Hundred And Thirty-three Days | 6. Mai 2002            |
| 66           | 22            | Der große Stromausfall  | 26. Juli 2004                  | Blackout                          | 13. Mai 2002           |

## Staffel 4
| Nr. (gesamt) | Nr. (Staffel) | Titel (Deutschland) | Erstausstrahlung (Deutschland) | Originaltitel            | Erstausstrahlung (USA) |
| ------------ | ------------- | ------------------- | ------------------------------ | ------------------------ | ---------------------- |
| 67           | 1             | —                   | —                              | Lights Up                | 30. September 2002     |
| 68           | 2             | —                   | —                              | The Chosen Few           | 7. Oktober 2002        |
| 69           | 3             | —                   | —                              | To Protect …             | 14. Oktober 2002       |
| 70           | 4             | —                   | —                              | Crash And Burn           | 21. Oktober 2002       |
| 71           | 5             | —                   | —                              | Goodbye To All That      | 28. Oktober 2002       |
| 72           | 6             | —                   | —                              | Judgement Day (2)        | 28. Oktober 2002       |
| 73           | 7             | —                   | —                              | Firestarter              | 11. November 2002      |
| 74           | 8             | —                   | —                              | Ladies’ Day              | 18. November 2002      |
| 75           | 9             | —                   | —                              | Crime And Punishment (1) | 2. Dezember 2002       |
| 76           | 10            | —                   | —                              | Crime And Punishment (2) | 9. Dezember 2002       |
| 77           | 11            | —                   | —                              | Second Chances           | 6. Januar 2003         |
| 78           | 12            | —                   | —                              | Castles Of Sand          | 13. Januar 2003        |
| 79           | 13            | —                   | —                              | Snow Blind               | 27. Januar 2003        |
| 80           | 14            | —                   | —                              | Collateral Damage (1)    | 3. Februar 2003        |
| 81           | 15            | —                   | —                              | Collateral Damage (2)    | 10. Februar 2003       |
| 82           | 16            | —                   | —                              | 10–13                    | 24. Februar 2003       |
| 83           | 17            | —                   | —                              | Letting Go               | 17. März 2003          |
| 84           | 18            | —                   | —                              | Last Call                | 31. März 2003          |
| 85           | 19            | —                   | —                              | Everybody Lies           | 7. April 2003          |
| 86           | 20            | —                   | —                              | In Confidence            | 14. April 2003         |
| 87           | 21            | —                   | —                              | Closing In               | 21. April 2003         |
| 88           | 22            | —                   | —                              | The Price Of Nobility    | 28. April 2003         |

## Staffel 5
| Nr. (gesamt) | Nr. (Staffel) | Titel (Deutschland) | Erstausstrahlung (Deutschland) | Originaltitel              | Erstausstrahlung (USA) |
| ------------ | ------------- | ------------------- | ------------------------------ | -------------------------- | ---------------------- |
| 89           | 1             | —                   | —                              | The Truth And Other Lies   | 29. September 2003     |
| 90           | 2             | —                   | —                              | My Opening Farewell        | 6. Oktober 2003        |
| 91           | 3             | —                   | —                              | Lockdown                   | 13. Oktober 2003       |
| 92           | 4             | —                   | —                              | In Lieu Of Johnson         | 20. Oktober 2003       |
| 93           | 5             | —                   | —                              | Goodbye To All That        | 31. Oktober 2003       |
| 94           | 6             | —                   | —                              | Surrender                  | 7. November 2003       |
| 95           | 7             | —                   | —                              | Payback                    | 14. November 2003      |
| 96           | 8             | —                   | —                              | Fury                       | 21. November 2003      |
| 97           | 9             | —                   | —                              | A Ticket Grows In Brooklyn | 5. Dezember 2003       |
| 98           | 10            | —                   | —                              | The Spirit                 | 12. Dezember 2003      |
| 99           | 11            | —                   | —                              | A Call For Help            | 9. Januar 2004         |
| 100          | 12            | —                   | —                              | Black And Blue             | 16. Januar 2004        |
| 101          | 13            | —                   | —                              | Sleeping Dogs Lie          | 6. Februar 2004        |
| 102          | 14            | —                   | —                              | Blessed And Bewildered     | 13. Februar 2004       |
| 103          | 15            | —                   | —                              | No More, Forever           | 20. Februar 2004       |
| 104          | 16            | —                   | —                              | Family Ties (1)            | 27. Februar 2004       |
| 105          | 17            | —                   | —                              | Family Ties (2)            | 5. März 2004           |
| 106          | 18            | —                   | —                              | Purgatory                  | 9. April 2004          |
| 107          | 19            | —                   | —                              | Spanking The Monkey        | 16. April 2004         |
| 108          | 20            | —                   | —                              | In Plain View              | 23. April 2004         |
| 109          | 21            | —                   | —                              | Higher Calling             | 30. April 2004         |
| 110          | 22            | —                   | —                              | Monsters                   | 7. Mai 2004            |

## Staffel 6
| Nr. (gesamt) | Nr. (Staffel) | Titel (Deutschland) | Erstausstrahlung (Deutschland) | Originaltitel                        | Erstausstrahlung (USA) |
| ------------ | ------------- | ------------------- | ------------------------------ | ------------------------------------ | ---------------------- |
| 111          | 1             | —                   | —                              | More Monsters                        | 17. September 2004     |
| 112          | 2             | —                   | —                              | Alone Again, Naturally               | 24. September 2004     |
| 113          | 3             | —                   | —                              | Last Will And Testament              | 1. Oktober 2004        |
| 114          | 4             | —                   | —                              | Obsession                            | 15. Oktober 2004       |
| 115          | 5             | —                   | —                              | The Hunter, Hunted                   | 22. Oktober 2004       |
| 116          | 6             | —                   | —                              | The Greatest Detectives In The World | 29. Oktober 2004       |
| 117          | 7             | —                   | —                              | Leap Of Faith                        | 5. November 2004       |
| 118          | 8             | —                   | —                              | Broken                               | 12. November 2004      |
| 119          | 9             | —                   | —                              | Sins Of The Father                   | 19. November 2004      |
| 120          | 10            | —                   | —                              | Rat Bastard                          | 3. Dezember 2004       |
| 121          | 11            | —                   | —                              | Forever Blue                         | 7. Januar 2005         |
| 122          | 12            | —                   | —                              | The “L” Word                         | 14. Januar 2005        |
| 123          | 13            | —                   | —                              | The Other “L” Word                   | 21. Januar 2005        |
| 124          | 14            | —                   | —                              | The Kitchen Sink                     | 4. Februar 2005        |
| 125          | 15            | —                   | —                              | Revelations                          | 11. Februar 2005       |
| 126          | 16            | —                   | —                              | In The Family Way (1)                | 18. Februar 2005       |
| 127          | 17            | —                   | —                              | Kingpin Rising                       | 25. Februar 2005       |
| 128          | 18            | —                   | —                              | Too Little, Too Late                 | 8. April 2005          |
| 129          | 19            | —                   | —                              | Welcome Home                         | 15. April 2005         |
| 130          | 20            | —                   | —                              | How Do You Spell Belief?             | 22. April 2005         |
| 131          | 21            | —                   | —                              | End Of Tour                          | 29. April 2005         |
| 132          | 22            | —                   | —                              | Goodbye To Camelot                   | 6. Mai 2005            |